# 金伯万
金伯万（1909年2月—1935年9月），亦作金百万，原名金亨国，化名崔成浩，朝鲜族，东北抗日联军将领，历任密山抗日游击队副队长，东北抗日同盟军第四军军部卫队连连长、第四军第三团政委。:207:581

## 生平
1909年2月，金伯万出生于清黑龙江省穆棱县百草沟一个朝鲜族农民家庭。因家境贫寒没钱继续学业，他小学毕业后在家种地谋生。1929年初，他在百草沟高丽屯加入反日会，后因从事散发传单、贴标语等反日活动于同年夏被穆棱县警察关押了一个多月。同年秋，他与黄玉清组织了反对当地一名亲日牧师的斗争，后与黄玉清一起被捕入狱。由于民众的联名担保，两人最终被释放。1931年，金伯万加入中国共产党。:207
1931年九一八事变后，金伯万被中共穆棱县委派往八面通、林口等地，后于1932年初被任命为中共八面通区委委员。同年12月，他被派往密山县哈达河地区筹建抗日游击队。为获得组建游击队所需要的枪支，他多次潜入满洲国军队、汉奸武装队等内部，夺取枪支。1934年2月，由30多人组成的密山抗日游击队在哈达河沟正式成立。金伯万任游击队副队长兼党支部书记。:208:154
1934年9月25日，中共满洲省委巡视员吴平（杨松）受中共驻共产国际代表团委托，在密山县哈达河沟里主持召开中共密山县委扩大会议，决定将密山抗日游击队与李延禄领导的反日革命军合并成立东北抗日同盟军第四军。密山抗日游击队被改编为东北抗日同盟军第四军第二团。金伯万等密山抗日游击队骨干被充实到军部直属政治保安连（后改名为军部卫队连），金伯万任连长:135-136。不久后，金伯万被调任东北抗日同盟军第四军第三团政委。1935年9月，金伯万在勃利县通天沟被叛徒杀害，时年26岁:209。